# Вилларзель-дю-Разес
Вилларзе́ль-дю-Разе́с (фр. Villarzel-du-Razès) — коммуна во Франции, находится в регионе Лангедок — Руссильон. Департамент коммуны — Од. Входит в состав кантона Алень. Округ коммуны — Лиму.
Код INSEE коммуны — 11417.

## Население
Население коммуны на 2008 год составляло 89 человек.
| 1962 | 1968 | 1975 | 1982 | 1990 | 1999 | 2008 |
| ---- | ---- | ---- | ---- | ---- | ---- | ---- |
| 123  | 120  | 108  | 109  | 89   | 91   | 89   |

## Экономика
В 2007 году среди 63 человек в трудоспособном возрасте (15—64 лет) 49 были экономически активными, 14 — неактивными (показатель активности — 77,8 %, в 1999 году было 60,0 %). Из 49 активных работали 43 человека (28 мужчин и 15 женщин), безработных было 6 (2 мужчин и 4 женщины). Среди 14 неактивных 2 человека были учениками или студентами, 4 — пенсионерами, 8 были неактивными по другим причинам.

## Достопримечательности
- Замок
- Церковь (бывшая часовня замка, расширенная и восстановленная в XIV веке)